# Dalian Atkinson
Dalian Robert Atkinson, conosciuto semplicemente come Dalian Atkinson (Shrewsbury, 21 marzo 1968 – Telford, 15 agosto 2016), è stato un calciatore inglese, di ruolo attaccante.

## Biografia
È morto il 15 agosto 2016 a causa di un attacco cardiaco provocatogli da un taser sparatogli da un agente di polizia a Telford mentre si aggirava, disturbando la quiete pubblica, nei pressi dell'abitazione del padre Ernest, alterato forse da droga o alcol.

## Palmarès

### Club

#### Competizioni nazionali
- Coppa di Lega inglese: 1

Aston Villa: 1993-1994

#### Competizioni internazionali
- Coppa delle Coppe dell'AFC: 1

Al-Ittihad: 1998-1999

### Individuale
- Capocannoniere della Coppa di Lega inglese: 1

1993-1994 (6 gol)